# Рафаел Салем
Рафаел Салем (на френски: Raphaël Salem; на ладино: Raphael Salem) е френски математик от еврейски произход. На негово име са кръстени салемовите числа. В негова чест вдовицата му учредява наградата „Салем“ за приноси в областта на научните му интереси, по-специално хармоничен анализ, редовете на Фурие, теория на числата.

## Биография
Рафаел Салем е роден на 7 ноември 1898 в Солун, Османската империя, в семейството на Емануил и Фортуне Салем. Бащата Емануил Салем е известен юрист, специализирал в международните въпроси. Когато Рафаел е на 15 години, семейството се мести да живее във Франция и Салем посещава за две години Лицей Кондорсе. Смятайки, че ще последва професионалния път на баща си, Рафаел Салем постъпва в Правния факултет на Парижкия университет. Интересите му обаче са в областта на математиката и инженерството. Докато продължава обучението си по право, Салем започва да посещава математически курсове при Жак Адамар. През 1919 година получава степен по право, впоследствие започва докторат, но скоро след това се ориентира към науката. Получава научна степен от Сорбоната и продължава обучение по технически науки. През 1921 година получава инженерна степен от парижкия Екол Сентрал. С трите си универститетски дипломи си в областите право, наука и инженерство, през същата година Салем започва работа в банка „Париба“, а свободното си време посвещава на изследването на редове на Фурие и прилагането към тях на вероятностен анализ – тема, която го интересува през целия му живот. През 1923 година Салем сключва брак с Адриана Джентили ди Джузепе и двамата имат три деца: дъщеря и двама сина.
През пролетта на 1939 година, докато продължава работата си в банката, Рафаел Салем започва съвместната си работа с блестящия млад полски математик Юзеф Марчинкевич (1910–1940). При влошаващата се политическа обстановка във Франция в началото на Втората световна война през септември 1939 година, Салем е извикан за военна служба. Изпратен е в Англия като помощник на ръководителя на Френско-британския координационен съвет, но през юни 1940 година е демобилизиран. В Париж баща му умира, а майка му, сестра му и нейните съпруг и син са арестувани и депортирани в нацистки концентрационен лагер, където умират.
През есента на 1940 година Салем успява да емигрира в Съединените щати, където се установява в Кеймбридж, Масачузетс. През 1941 година е назначен за редови преподавател по математика в Масачузетския технологичен институт, където скоро след това е повишен до асистент и доцент. През 1946 година под негово ръководство защитава докторантът му Стивън Крендъл. През 1950 година е назначен за пълен професор в МТИ, и едновременно с това получава покана за професор в Университета Кан-Нормандия. През 1958 година става професор в Сорбоната и се премества да живее в Париж до края на живота си.

## Признание
След смъртта на Рафаел Салем на 20 юни 1963 година, вдовицата му учредява международния математически приз за изключителни приноси към изследванията по редове на Фурие. Наградата се смята за високопрестижна и много филдсови медалисти са я получавали.
Лабораторията по математика в Университета в Руан е кръстена на негово име.